# Zenaida Alcalde
Zenaida Alcalde (Madrid, 1981) es una artista de circo, trapecista, actriz y docente española.

## Trayectoria
Empezó su trayectoria artística estudiando teatro. Luego, conoció las artes circenses y empezó a formarse en la Escuela de Circo Carampa de Madrid, posteriormente se trasladó a Londres, donde permaneció ocho años y estudió en el Circus Space.
En 2008, Alcalde fundó junto al también artista de circo y mago, Miguel Muñoz Segura, una compañía que realiza espectáculos que mezclan teatro, circo y magia, llamada Puntocero Company. En la que actúa y dirige obras como Trece, Choices, o Fragmentada. En el extranjero, ha trabajado con DV8 Physical Theatre, Nofit State Circus o el Tattoo Theatre.
Como docente, desde 2009, imparte clases de técnicas aéreas en la Escuela de Circo Carampa, y desde 2014. en el Grado de Artes Visuales y Danza de la Universidad Rey Juan Carlos (URJC).
En 2018, en el marco del acuerdo Foco Cultura España-Colombia 2018-2019, impulsado por Acción Cultural Española, Alcalde ganó una Residencia para profesionales del circo, cuyo objetivo fue compartir sus métodos de trabajo y desarrollar un proceso de colaboración y formación mutua con el Colectivo Escénico Teatro Transeúnte en Pasto, Colombia.
En 2019, Alcalde actuó en la película de animación de Disney Dumbo, de Tim Burton, interpretando a La grandiosa Catherine, junto a Muñoz y a actores como Colin Farrell y Danny DeVito.
Con motivo del cincuenta aniversario de la demolición del antiguo Circo Price de Plaza del Rey en 1970, el Price de Ronda de Atocha presentó, del 14 de octubre al 1 de noviembre de 2020, el espectáculo Mil Novecientos Setenta Sombreros, un montaje de circo y teatro con la dramaturgia de Aránzazu Riosalido y Pepe Viyuela, bajo la dirección de Hernán Gené, y en el que Alcalde realizó los números de trapecio. Actuaron también la actriz Marta Larralde y el ventrílocuo Jaime Figueroa.
Sus espectáculos han sido representados en diferentes escenarios, así como en festivales y ferias de circo y teatro, como el London Mime Festival o The Edinburg Festival. También ha sido la coreógrafa aérea de espectáculos como: Rebe al Rebés, o Sin miedo.
En mayo de 2023, Alcalde fue una de los cuatro directores de circo invitados a participar, con la pieza corta Extraña devoción, en el proyecto Humanidad (Cinco visiones de Goya para circo), una producción del Teatro Circo Price, inspirada en Los Desastres de la Guerra de Francisco de Goya, que contó con Rakel Camacho como directora escénica de conjunto y con María Folguera como dramaturga.En octubre del mismo año con su compañía Puntocero estrenó Mahmud (y no solo Mahmud) como directora y productora. El espectáculo tuvo dramaturgia de Silvia Albert Sopale, con espacio sonoro y música de la rapera madrileña Dnoé Lamiss. Fue una adaptación del libro Partir para contar del activista por los derechos humanos Mahmud Traoré, incluyendo elementos de acrobacia, teatro de texto y hip hop. En 2025, Alcalde fue nominada a los premios Talía de la Academia de las Artes Escénicas por su labor en la escenografía de este espectáculo.

## Reconocimientos
En 2017, por su espectáculo ¿Y ahora qué?, que une acrobacias, humor y poesía, Alcalde recibió el Premio del Público de la XI edición del Festival Internacional de Nuevos Lenguajes de Ávila (Artescena), escogido entre seis obras. Este festival es organizado por el Ayuntamiento de Ávila y reúne a artistas y compañías de las artes escénicas de España. En 2025, Alcalde fue nominada a los premios Talía de la Academia de las Artes escénicas por el diseño de la escenografía del espectáculo Mahmud (y no solo Mahmud), también dirigido y producido por ella.